# Бронхолітики
Бронхолітики (дав.-гр. bronchos— дихальне горло + дав.-гр. lysis— розчинення; лат. broncholytica; інколи  бронходилятатори) — це лікарські препарати, котрі зменшують чи знімають спазм(тонус) гладкої мускулатури бронхіального дерева, що розширює бронхи і бронхіоли та знижує опір дихальних шляхів покращуючи газообмін у легенях.

## Класифікація
Єдиної класифікації бронхолітиків не має.
Фармакохімічна класифікація:
1. Стимулятори адренорецепторів:
  1. прямі α+β-адреноміметики — епінефрин;
  2. непрямі α+β-адреноміметики — ефедрин;
  3. β1,2-адреноміметики (неспецифічні β-агоністи, бета-агоністи, β-адреноміметики) — ізопротеренол, орципреналін;
  4. селективні β2-адреноміметики (англ. β2-adrenergic agonists) — пірбутерол(pirbuterol), сальбутамол,  тербуталін, тулобутерол, кленбутерол, сальметерол(Salmeterol), фенотерол(«Беротек»), формотерол(Formoterol, «Атімос», «Фораділ»);
2. Блокатори α1-адренорецепторів: празозин, доксазозин(«Кардура»)[1];
3. М-холінолітики (антихолінергічні, блокатори м-холінорецепторів): атропін, тровентол, окситропію бромід, репратропію бромід, совентол, іпратропію бромід (ipratropium bromide, «Атровент»), Тіотропію бромід (tiotropium, («Spiriva») - 24 год);
4. Ксантини: теофілін, (амінофілін, еуфілін), дипрофілін (Diprophylline, Dyphylline («Dilor», «Lufyllin»)).

Препарати, що  мають додаткову бронходилятуючу дію, але не відносяться до бронхолітиків
- Інгаляційні глюкокортикоїди: беклометазон, будесонід, флунісолід, флютиказон
- Препарати кромогліцієвої кислоти: натрію кромоглікат, недокроміл натрію
- Блокатори лейкотрієнових рецепторів: зафірлукаст, монтелукаст
- Інгібітори ліпооксигенази: зіулетон
- Інші препарати: амфетамін[2], метамфетамін, кокаїн[3]

За тривалістю дії:
- Короткотривалі (дія триває в середньому до 30 хвилин):
  - Сальбутамол ~ 5 год (Salbutamol/albuterol («Proventil» чи «Ventolin»))
  - Ефедрин (Ephedriner, Bronkaid),
  - Епінефрин (Epinephrine(Primatene Mist now withdrawn), Racemic Epinephrine(Asthmanefrin, Primatene Mist Replacement))
  - Левосальбутамол (Levosalbutamol/levalbuterol («Xopenex»))
  - Пірбутерол (Pirbuterol («Максар» (Maxair)))
  - Тербуталін (Terbutaline)
- Довготривалі (дія триває до 12 годин):
  - Сальметерол(Salmeterol, Serevent)
  - Формотерол(Formoterol)
  - Кленбутерол (Clenbuterol («Spiropent»))
  - Bambuterol («AstraZeneca»)
  - Індакатерол (Indacaterol) - ультратривалий- понад 24 год.

## Експериментальні препарати
З 6000 сполук, які розслабляють гладком'язові клітини дихальних шляхів легень, дослідники визначили препарат під назвою TSG12. TSG12 є специфічним агоністом трансгеліну-2 (TG2), який розслаблює гладком'язові клітини дихальних шляхів і знижує астматичний легеневий опір. Автори стверджують, що «TSG12 є одночасно нетоксичним і більш ефективним у зниженні легеневої резистентності, ніж сучасні бронходилататори і може бути перспективним терапевтичним підходом для лікування астми без втрати ефективності з часом».